# Weihergraben (Mühlbach)
Der Weihergraben ist ein rechter Zufluss des Mühlbachs im mittelfränkischen Landkreis Weißenburg-Gunzenhausen.

## Verlauf
Der Weihergraben fließt auf einer Höhe von 466 m ü. NHN aus einem kleinen Weiher am nordöstlichen Ortsrand von Oberasbach aus. Er speist nahebei zwei weitere Weiher. Der Bach fließt anfangs in ungefähr östlicher Richtung, durchquert bald nach den Weihern Obenbrunn und läuft weiter in offener Landschaft. Der Bach speist südwestlich von Pfofeld und südlich von Gundelshalm einen weiteren Weiher und nimmt nach diesem von links den Mösleinsgraben mit einem dem seines Oberlaufs annähernd gleich großen Teileinzugsgebiet auf. Nach diesem Zufluss läuft er neben weiteren Weihern südöstlich. Der Weihergraben mündet nach einem Lauf von rund drei Kilometern auf einer Höhe von 424 m ü. NHN südwestlich von Pfofeld von rechts in den Mühlbach.